# Salmour
Salmour är en ort och kommun i provinsen Cuneo i regionen Piemonte i Italien. Kommunen hade 724 invånare (2018).